# Cicló Bhola de 1970
El cicló Bhola de 1970 va ser un cicló tropical devastador que va copejar el Pakistan oriental (l'actual Bangladesh) i l'oest Bengala de l'India el 12 de novembre de 1970. És el cicló tropical més mortífer enregistrat i un dels desastres naturals més letals en temps moderns. Van perdre la vida fins a 500.000 persones en la tempesta, principalment arran de la maror ciclònica que va inundar moltes de les illes de poca altitud del Delta del Ganges. Va ser la sisena tempesta ciclònica de la temporada de ciclons de l'Oceà Índic Nord de 1970 i la més forta, equivalent a un huracà de Categoria 3 en l'escala d'huracans de Saffir-Simpson.
El cicló es va formar sobre el golf central de Bengala el 8 de novembre i es va traslladar al nord mentre s'anava intensificant. Va assolir el seu vent pic de 185 km/h l'11 de novembre. Va tocar terra a la costa oriental de Pakistan (ara Bangladesh) la tarda següent. La maror ciclònica va devastar moltes de les illes, va acabar amb pobles sencers i va destruir les collites de tota la regió. La zona d'Upazila (Bangladesh) va ser la més afectada i més del 45% dels seus 167.000 van morir per acció de la tempesta.
El govern de Pakistan, liderat pel dirigent de la junta militar Yahya Khan, va ser criticat durament tant per part dels líders polítics locals del Pakistan Oriental com pels mitjans de comunicació internacionals per la lenta velocitat de reacció en les tasques de rescat després de la tempesta. El partit de l'oposició de la lliga Awami va aconseguir una victòria aclaparadora a la província a les eleccions següents. Aquest fet, sumat al malestar continuat entre el Pakistan Oriental i el govern central, va desembocar en la Guerra d'Alliberament de Bangladesh, en la qual es van cometre grans atrocitats i que finalment, es va materialitzar en la creació del país de Bangladesh.